# John F. Link
John F. Link ist ein US-amerikanischer Filmeditor. Sein Vater war der 1968 gestorbene US-amerikanische Filmeditor und Filmregisseur John F. Link senior.

## Leben
Link war ab Mitte der 1950er Jahre als Editor tätig, bis in die 1980er Jahre hinein in erster Linie für Fernsehproduktionen. Ab 1987 folgten mehr als ein Dutzend Kinoproduktionen, darunter mehrere Actionfilme. Für seine Montage von Stirb langsam war er 1989 zusammen mit Frank J. Urioste für den Oscar in der Kategorie Bester Schnitt nominiert.
Zuletzt trat er im Jahr 2000 bei dem Film Sex oder stirb in Erscheinung. 

## Filmografie (Auswahl)
- 1971: Say Goodbye
- 1972: Der König von Marvin Gardens (The King of Marvin Gardens)
- 1973: Harley Davidson 344 (Electra Glide in Blue)
- 1976: Mr. Universum (Stay Hungry)
- 1980: Der Grenzwolf (Borderline)
- 1983: Starflight One – Irrflug ins Weltall (Starflight: The Plane That Couldn't Land)
- 1985: Phantom-Kommando (Commando)
- 1987: Predator
- 1988: Stirb langsam (Die Hard)
- 1989: Road House
- 1990: Hard to Kill
- 1991: Teen Agent – Wenn Blicke töten könnten (If Looks Could Kill)
- 1992: Die Hand an der Wiege (The Hand That Rocks the Cradle)
- 1992: Mighty Ducks – Das Superteam (The Mighty Ducks)
- 1993: Die drei Musketiere (The Three Musketeers)
- 1994: Mighty Ducks II – Das Superteam kehrt zurück (D2: The Mighty Ducks)
- 1994: Mister Cool (A Low Down Dirty Shame)
- 1995: The Big Green – Ein unschlagbares Team (The Big Green)
- 1996: The Quest – Die Herausforderung (The Quest)
- 1997: Steel Man
- 2000: Sex oder stirb (Cherry Falls)